# Haldenwang (Alta Algovia)
Haldenwang è un comune tedesco di 3 698 abitanti, situato nel land della Baviera.